# Jagung (Kesesi)
Jagung is een bestuurslaag in het regentschap Pekalongan van de provincie Midden-Java, Indonesië. Jagung telt 2965 inwoners (volkstelling 2010).